# Indralaya Indah
Indralaya Indah is een bestuurslaag in het regentschap Ogan Ilir van de provincie Zuid-Sumatra, Indonesië. Indralaya Indah telt 3690 inwoners (volkstelling 2010).